# Liste d'espèces endémiques de France
Une espèce biologique est dite endémique d'une zone géographique lorsqu'elle n'existe que dans cette zone à l'état spontané.
Cet article liste les espèces endémiques de France : départements métropolitains (dont la Corse), départements d'outre-mer (Guadeloupe, Martinique, Guyane et Réunion) et collectivités d'outre-mer à statut proche du statut départemental (Saint-Pierre-et-Miquelon, Mayotte, Saint-Martin et Saint-Barthélemy), mais n'inclut pas les anciens territoires d'outre-mer de Wallis-et-Futuna (collectivité territoriale), de la Polynésie française et de la Nouvelle-Calédonie (pays d'outre-mer) et des îles Éparses, de l'île de Clipperton et des Terres australes et antarctiques françaises (districts d'outre-mer). 
Les espèces éteintes sont prises en considération si elles ont été observées vivantes après 1500.

## Lichens

### Opégraphacées
- Enterographa brezhonega (Bretagne)

## Myxozoaires

### Kudoidés
- Kudoa camarguensis Pampoulie, Marques, Rosecchi, Crivellia & Bouchereau, 1999

Découvert dans le delta du Rhône.

## Nématodes

### Secernentea

#### Hoplolaimidés
- Helicotylenchus minutus (Guadeloupe)
- Rotylenchus provincialis

## Annélides

### Hirudinées (sangsues)

#### Erpobdellidae
- Trocheta falkneri, décrite en 1996

### Oligochètes

#### Lumbricidae
- Allobophora burgondiae
- Aporrectodea catalaunensis
- Dendrobaena provincialis
- Octodrilus juvyi (Massif de la Grande-Chartreuse) (décrit en 2005)

## Amphibiens

### Urodèles

#### Salamandridés
- Euproctus montanus (Corse)
- Salamandra corsica (Corse)

### Anoures

#### Bufonidés
- Atelopus flavescens (Guyane française)
- Atelopus franciscus (Guyane française)
- Rhinella lescurei (= Bufo lescurei) (Guyane française)

#### Dendrobatidés
- Colostethus chalcopis (espèce décrite en 1994 ; Martinique)

#### Discoglossidés
- Discoglosse corse (Discoglossus montalentii) (Corse)

#### Hylidés
- Scinax jolyi (espèce décrite en 2001 ; Guyane française)

#### Leptodactylidés
- Eleutherodactylus barlagnei (Guadeloupe)
- Eleutherodactylus pinchoni (Guadeloupe)

### Gymnophiones
- Microcaecilia unicolor (Guyane française)

## Mammifères

### Chiroptères

#### Vespertilionidae
- Sérotine de la Guadeloupe (Eptesicus guadeloupensis) (Guadeloupe)

### Rongeurs

#### Muridés
- Megalomys desmarestii (Martinique ; éteint en 1902)

### Lagomorphes

#### Prolagidés
- Prolagus corsicanus (Corse ; éteint vers 1800)